# Lone Star Le Mans
La Lone Star Le Mans (precedentemente nota come 6 Ore del Circuito delle Americhe) è una corsa di durata per prototipi e vetture Gran turismo che si svolge sul Circuito delle Americhe ad Austin, Texas. La sua prima edizione si è tenuta il 22 settembre del 2013 come quinto round della stagione 2013 del Campionato del mondo endurance.

## Contesto e storia

Logo utilizzato dal 2013 al 2017

Nel 2013, sotto la denominazione 6 Ore del Circuito delle Americhe si è svolta la prima corsa endurance sul Circuito delle Americhe e l'Audi R18 e-tron quattro guidata da Loïc Duval, Allan McNish e Tom Kristensen ha ottenuto la prima vittoria davanti alla Toyota TS030 Hybrid. L'Audi ha vinto anche l'edizione 2014 con Marcel Fässler, André Lotterer e Benoît Tréluyer come piloti.
Nel 2015 e per le due edizioni seguenti vince la corsa statunitense la Porsche 919 Hybrid. Dopo la stagione 2017 la gara viene cancellata dal calendario del Campionato del mondo endurance. La corsa ritorna nel 2020 cambiando none in Lone Star Le Mans sostituendo la 6 Ore di San Paolo. In quella edizione è la Rebellion R13 di Gustavo Menezes, Norman Nato e Bruno Senna a vincere la corsa.
Dopo altri tre anni dove la Lone Star Le Mans non viene inserita nel calendario del WEC, la corsa ritorna nel 2024. A vincere e il team cliente della Ferrari, AF Corse con la Ferrari 499P guidata da Robert Kubica, Robert Švarcman e Ye Yifei.

## Albo d'oro
| Anno                     | Vincitore assoluto                            | Vincitore assoluto    | Vincitore assoluto      | Durata | Nome                              | Campionato | Rapporto |
| Anno                     | Piloti                                        | Team                  | Vettura                 | Durata | Nome                              | Campionato | Rapporto |
| ------------------------ | --------------------------------------------- | --------------------- | ----------------------- | ------ | --------------------------------- | ---------- | -------- |
| 2013                     | Allan McNish Tom Kristensen Loïc Duval        | Audi Sport Team Joest | Audi R18 e-tron quattro | 6 ore  | 6 Ore del Circuito delle Americhe | WEC        | Rapporto |
| 2014                     | Marcel Fässler André Lotterer Benoît Tréluyer | Audi Sport Team Joest | Audi R18 e-tron quattro | 6 ore  | 6 Ore del Circuito delle Americhe | WEC        | Rapporto |
| 2015                     | Mark Webber Timo Bernhard Brendon Hartley     | Porsche Team          | Porsche 919 Hybrid      | 6 ore  | 6 Ore del Circuito delle Americhe | WEC        | Rapporto |
| 2016                     | Mark Webber Timo Bernhard Brendon Hartley     | Porsche Team          | Porsche 919 Hybrid      | 6 ore  | 6 Ore del Circuito delle Americhe | WEC        | Rapporto |
| 2017                     | Earl Bamber Timo Bernhard Brendon Hartley     | Porsche Team          | Porsche 919 Hybrid      | 6 ore  | 6 Ore del Circuito delle Americhe | WEC        | Rapporto |
| 2018-2019: Non disputate |                                               |                       |                         |        |                                   |            |          |
| 2020                     | Gustavo Menezes Norman Nato Bruno Senna       | Rebellion Racing      | Rebellion R13           | 6 ore  | Lone Star Le Mans                 | WEC        | Rapporto |
| 2021-2023: Non disputate |                                               |                       |                         |        |                                   |            |          |
| 2024                     | Robert Kubica Robert Švarcman Ye Yifei        | AF Corse              | Ferrari 499P            | 6 ore  | Lone Star Le Mans                 | WEC        | Rapporto |

### Altre corse
| Anno | Vincitore assoluto         | Vincitore assoluto           | Vincitore assoluto     | Durata            | Nome                                                    | Campionato                 | Rapporto |
| Anno | Piloti                     | Team                         | Vettura                | Durata            | Nome                                                    | Campionato                 | Rapporto |
| ---- | -------------------------- | ---------------------------- | ---------------------- | ----------------- | ------------------------------------------------------- | -------------------------- | -------- |
| 2013 | Jon Fogarty Alex Gurney    | GAINSCO/Bob Stallings Racing | Corvette DP            | 2 ore e 45 minuti | Grand-Am of The Americas presented by GAINSCO and TOTAL | Rolex Sports Car Series    | [ 8 ]    |
| 2013 | Lucas Luhr Klaus Graf      | Muscle Milk Pickett Racing   | HPD ARX-03c            | 2 ore e 45 minuti | International Sports Car Weekend                        | American Le Mans Series    | [ 9 ]    |
| 2014 | Scott Pruett Memo Rojas    | Chip Ganassi Racing          | Ford EcoBoost Riley DP | 2 ore e 45 minuti | Lone Star Le Mans                                       | United SportsCar           | [ 10 ]   |
| 2015 | Scott Pruett Joey Hand     | Chip Ganassi Racing          | Ford EcoBoost Riley DP | 2 ore e 45 minuti | Lone Star Le Mans                                       | United SportsCar           | [ 11 ]   |
| 2016 | Jordan Taylor Ricky Taylor | Wayne Taylor Racing          | Dallara Corvette DP    | 2 ore e 45 minuti | Lone Star Le Mans                                       | IMSA WeatherTech SportsCar | [ 12 ]   |
| 2017 | Jordan Taylor Ricky Taylor | Wayne Taylor Racing          | Cadillac DPi-V.R       | 2 ore e 45 minuti | Advance Auto Parts Sportscar Showdown                   | IMSA WeatherTech SportsCar | [ 13 ]   |